# Naturschutzgebiet Jacquet River Gorge
Das Naturschutzgebiet Jacquet River Gorge (englisch Jacquet River Gorge Protected Natural Area, französisch Zone naturelle protégée de la Gorge-de-la-Rivière-Jacquet) ist ein Schutzgebiet im Nordosten der kanadischen Provinz New Brunswick. Das 25 km nordwestlich von Bathurst gelegene Schutzgebiet wurde 2003 ausgewiesen. Das 260,74 km² große Naturschutzgebiet erstreckt sich über Kronland in den Countys Restigouche und Gloucester.

## Beschreibung
Das Naturschutzgebiet erstreckt sich über eine repräsentative Landschaft der Northern Uplands Ecoregion. Im Norden grenzt es an die Gemeinde (Village) Belledune. Der Jacquet River, der sich tief in das hügelige Plateau schneidet, verläuft entlang der nordwestlichen Grenze. Im Naturschutzgebiet befindet sich der See Antinouri Lake. Das stark bewaldete Gebiet umfasst 959,2 ha Nadelwald, 1197,3 ha Mischwald sowie 242,2 ha Laubwald. Als ein Schutzgebiet der Kategorie II ist es für die Öffentlichkeit zugänglich.

## Tierwelt
Im Naturschutzgebiet kommen folgende bedrohte Tierarten vor:
- Olivflanken-Schnäppertyrann (Contopus cooperi)
- Kanadawaldsänger (Cardellina canadensis)
- Schornsteinsegler (Chaetura pelagica)
- Falkennachtschwalbe (Chordeiles minor)
- Rotkehl-Hüttensänger (Sialia sialis)
- Kleine Braune Fledermaus (Myotis lucifugus)

In der Provinz seltene Tierarten, die im Naturschutzgebiet vorkommen sind:
- Kanadischer Luchs (Lynx canadensis)
- Nördlicher Moorlemming (Synaptomys borealis)
- Gelbnasige Wühlmaus (Microtus chrotorrhinus)
- Südlicher Moorlemming (Synaptomys cooperi)

## Pflanzenwelt
Außerdem kommen im Naturschutzgebiet folgende seltene Pflanzenarten vor:
im Belledune Pond:
- Potamogeton confervoides, ein Laichkraut
- Gelbe Teichrose (Nuphar lutea spp. Pumila)
- Zwerg-Igelkolben  (Sparganium natans)

im Jacquet River:
- Osmorhiza depauperata, ein Doldenblütler

im Antinouri Lake:
- Elatine minima, ein Tännelgewächs

in weiteren Feuchtgebieten:
- Potamogeton richardsonii, ein Laichkraut
- Epilobium hornemannii, ein Weidenröschen

Außerdem kommt im Naturschutzgebiet das Heidekraut Pterospora andromedea sowie die Grüne Hohlzunge (Coeloglossum viride), eine Orchideen-Art, vor.